# 努曼西亞體育俱樂部
努曼西亞體育俱樂部（Club Deportivo Numancia de Soria，一般稱為紐文西亞）是西班牙的一家足球俱樂部。目前參加西班牙皇家足協乙組聯賽的賽事。其的主場位於索里亞。在2007-2008賽季的西班牙乙級足球聯賽中，努曼西亞獲得了冠軍，從而得以升入西甲聯賽。

## 過去成績
- 1997-1998　西乙　第17名
- 1998-1999　西乙　第3名　升級
- 1999-2000　西甲　第17名
- 2000-2001　西甲　第20名　降級
- 2001-2002　西乙　第17名
- 2002-2003　西乙　第14名
- 2003-2004　西乙　第3名　升級
- 2004-2005　西甲　第19名　降級
- 2005-2006　西乙　第8名
- 2006-2007　西乙　第9名
- 2007-2008　西甲　冠軍　升級
- 2008-2009　西甲　降級

## 外部連結
- Official website （页面存档备份，存于）